# Гэйли, Фрэнсис
Фрэнсис Гэйли (англ. Francis Gailey; 21 января 1882, Брисбен, Австралия — 10 июля 1972, Гарден-Гров, Калифорния, США) — австралийский пловец, четырёхкратный призёр летних Олимпийских игр 1904.
На Играх 1904 в Сент-Луисе Гэйли участвовал в четырёх заплывах, в каждом из которых выигрывал медаль. Он получил серебряные награды в гонках на 220, 440 и 880 ярдов вольным стилем и стал бронзовым призёром за плавание на 1 милю вольным стилем.
Долгое время считалось, что Гэйли представлял США на Олимпийских играх, но 27 февраля 2009 года было решено, что его результаты должны быть приписаны Австралии, однако официально его результаты ещё приписаны США.